# 달려라 조니
《달려라 조니》(영어: Joni's Promise)는 2005년에 인도네시아에서 개봉된 영화이다.

## 출연
- 니콜라스 사푸트라 - 조니
- 마리아나 레나타 - 안젤리크
- 레이첼 마얌 - 보니

## 한국판 성우진(KBS)
- 강수진 - 조니(니콜라스 사푸트라)
- 이용순 - 안젤리크(마리아나 레나타)
- 이주연 - 보니(레이첼 마얌)
- 위훈 - 오토(수리야 사푸트라)
- 유해무 - 우코크(지토 롤리즈)
- 서문석 - 아담(슈지오 티죠)
- 서광재 - 의사(탄토위 야흐아)
- 김소형 - 자카 S.(배리 프리마)
- 장호비 -  영화 관람객(토라 수디로)
- 장우영 - 자카 S.의 아내(아디타샤) / 감독(리아 이라완)
- 임진응 - 조니의 아버지(루크만 사르디)
- 이규석 - 제프리(페디 누릴) / 조감독(로알 수라파장) / 영화 관람객(윈키 위르자완)
- 신소윤 - 영화 관람객(노엘라 바이로오)
- 김혜주 - 토니(드위키 리자)